# Jan Sedláček (malíř)
Jan Sedláček (10. září 1925 Olomouc – 27. ledna 1996 Olomouc) byl český malíř, člen svazu českých výtvarných umělců a zasloužilý umělec.

## Život
V letech 1945–1949 studoval na Baťově škole umění ve Zlíně u profesorů Karla Hofmana, Josefa Kousala, Vladimíra Hrocha či Jana Kavana. Po návratu do rodného města rozvinul svůj vztah k moravské krajině, která se stala doménou jeho malby. V roce 1982 mu byl udělen titul zasloužilý umělec.